# Virmond
Virmond is een gemeente in de Braziliaanse deelstaat Paraná. De gemeente telt 4.181 inwoners (schatting 2009).